# Johannes Wegerbauer
Johannes Wegerbauer (* 1955) ist ein österreichischer Grafiker, Designer, Architektur- und Porträtfotograf.

## Leben und Wirken
Johannes Wegerbauer studierte von 1979 bis 1985 bei Erich Buchegger Grafik, Design und Fotografie, speziell Architektur- und Porträtfotografie an der Universität für künstlerische und industrielle Gestaltung Linz und erhielt ab 1986 einen Lehrauftrag für Fotografie, der 1995 in ein Vertragslehrerverhältnis mündete.
2003 habilitierte er sich im Fach Bildende Kunst mit dem Schwerpunkt Fotografie. Er war Universitätsprofessor in der Abteilung für Visuelle Kommunikation am Institut für Medien der Kunstuniversität Linz. Studienaufenthalte führten ihn nach São Paulo, New York City und Los Angeles. Seit 1984 ist er Mitglied der Künstlervereinigung MAERZ.

## Ausstellungen (Auswahl)
- Inszenierte Fotografie, Galerie März, 1992
- Kunst hilft Afrika, Lentos Kunstmuseum Linz, 2007
- Lichtspuren – Fotografie in der Sammlung, Lentos Kunstmuseum, Linz 2008
- TÜR AN TÜR, Atelierhaus der Wirtschaft Oberösterreichs, Nordico – Museum der Stadt Linz, 2008
- Wegmarken, MAERZ 1952–2002, Künstlervereinigung MAERZ, Architekturforum Oberösterreich, Linz 2013
- Is It Really You, Kunstsammlung des Landes Oberösterreich, Linz 2013

## Publikationen (Auswahl)
- Mit Peter Skokan, Wolfgang Stifter u. a.: Provinz ist kein Ort. Lernen von Linz. Stadt der kleinen Lichter u. a., Linz 1997.
- Mit anderen: Learning from Las Vegas, Learning form Los Angeles, Learning from London, Lernen von Linz, Linz, 83 S.